# Tamworth Castle
Tamworth Castle är ett slott i Storbritannien.   Det ligger i grevskapet Staffordshire och riksdelen England, i den södra delen av landet, 160 km nordväst om huvudstaden London. Tamworth Castle ligger 62 meter över havet.
Terrängen runt Tamworth Castle är huvudsakligen platt. Tamworth Castle ligger nere i en dal som går i nord-sydlig riktning. Runt Tamworth Castle är det ganska tätbefolkat, med 222 invånare per kvadratkilometer. Närmaste större samhälle är Tamworth, 0,38 km norr om Tamworth Castle. Trakten runt Tamworth Castle består till största delen av jordbruksmark.